# Serrat de l'Olivar
El Serrat de l'Olivar és una muntanya de 529 metres que es troba al municipi de Balsareny, a la comarca catalana del Bages.